# برنيس بينغ
برنيس بينغ (بالإنجليزية: Bernice Bing)‏ هي رسامة أمريكية، ولدت في 10 أبريل 1936 في Chinatown, San Francisco ‏ في الولايات المتحدة، وتوفيت في أغسطس 1998 في Philo, California ‏ في الولايات المتحدة.